# Paulo Schilling
Paulo Romeu Schilling (Rio Pardo, 6 de agosto de 1925 – São Paulo, 26 de janeiro de 2012) foi um escritor e jornalista brasileiro. Partidário da reforma agrária no Rio Grande do Sul nos anos 50, foi parte do círculo próximo do governador e deputado federal Leonel Brizola. Durante a ditadura militar esteve exilado no Uruguai e na Argentina, retornando ao país em 1979 e participando do Partido dos Trabalhadores. Foi pai de Flávia Schilling.